# Phacelia bolanderi
Phacelia bolanderi är en strävbladig växtart som beskrevs av Asa Gray. Phacelia bolanderi ingår i Faceliasläktet som ingår i familjen strävbladiga växter. Inga underarter finns listade i Catalogue of Life.

## Bildgalleri

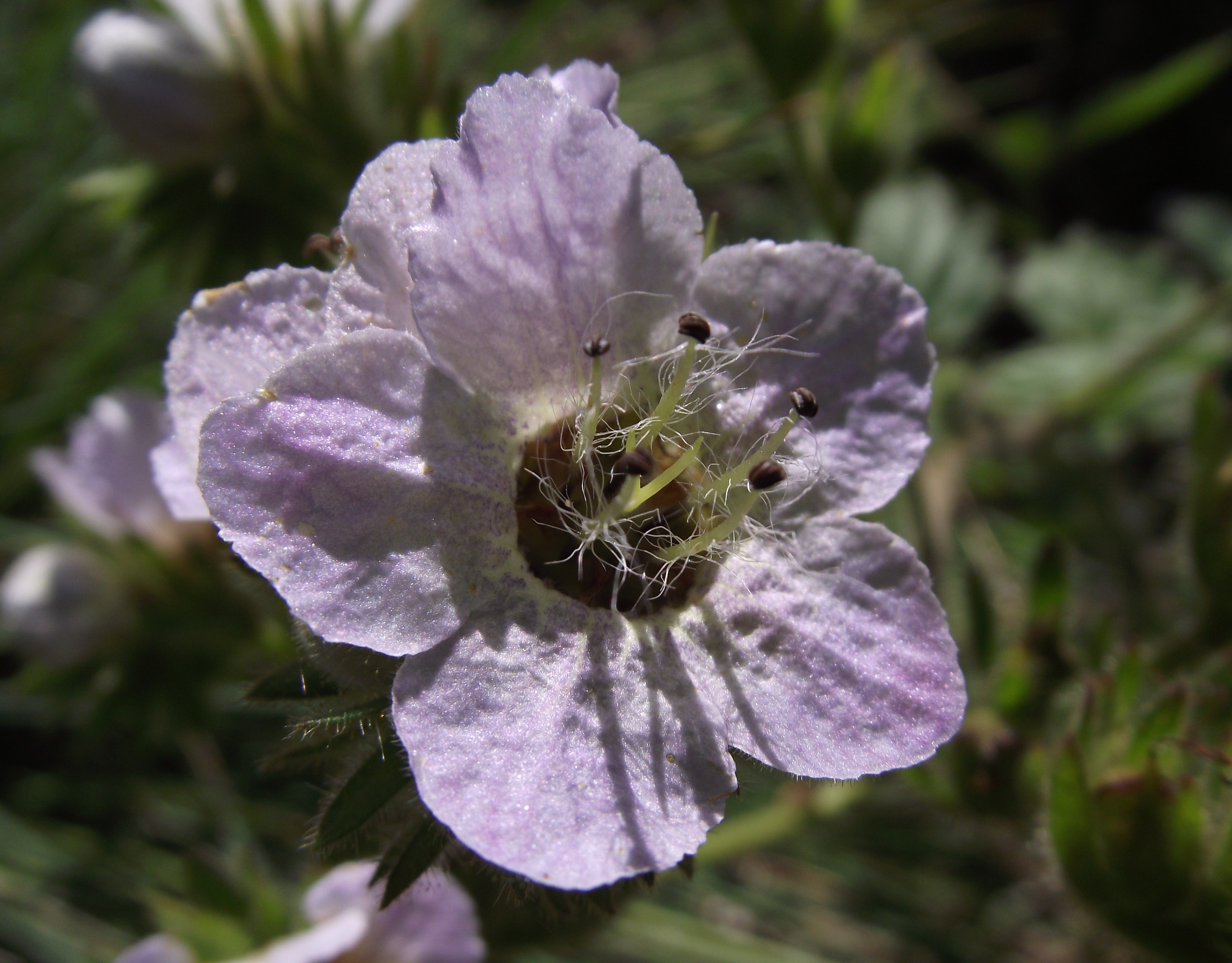
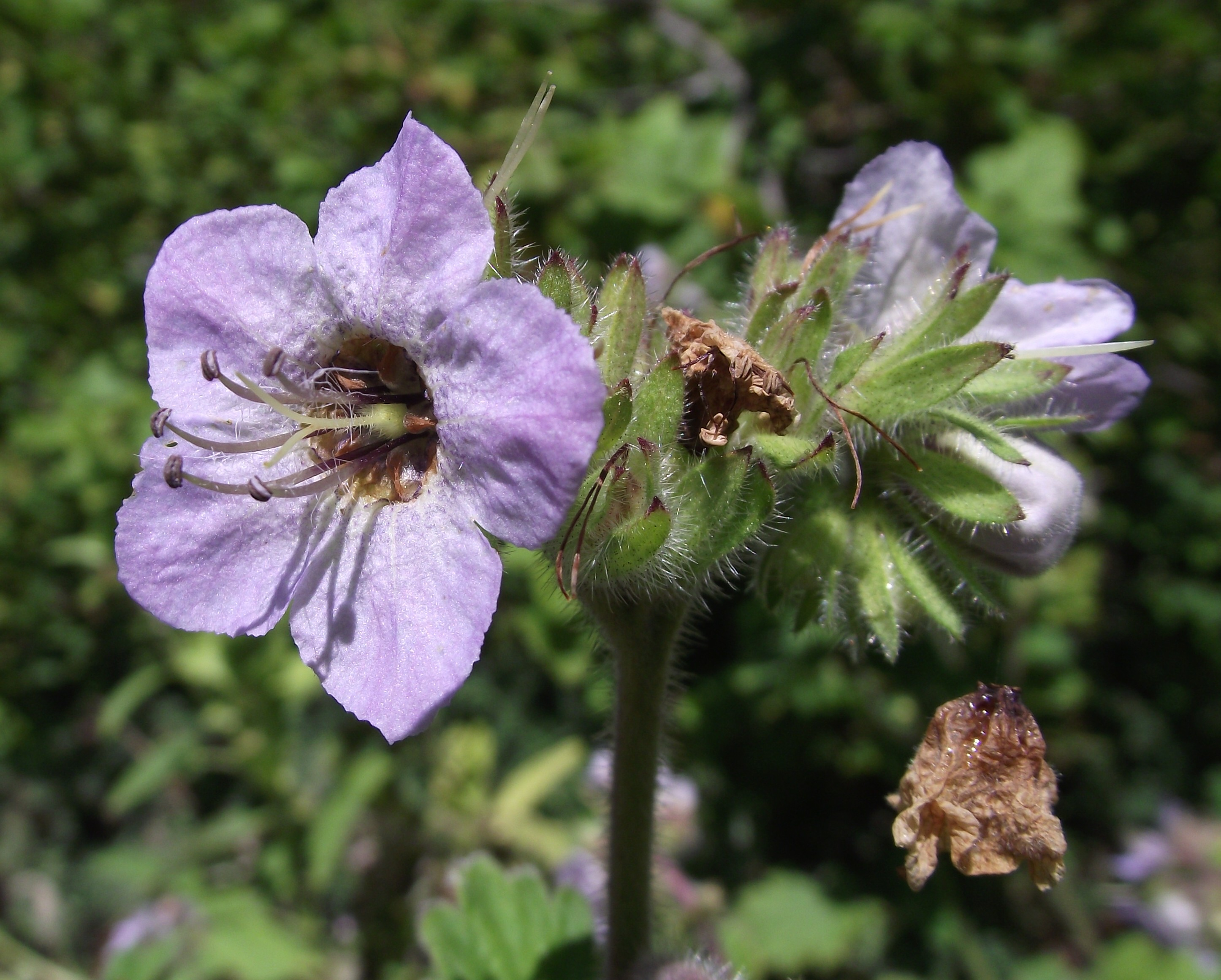